# SN 1991az
SN 1991az – supernowa typu II odkryta 15 września 1991 roku w galaktyce M+04-06-29. W momencie odkrycia miała maksymalną jasność 18,00m.